# فرد أ. ريد
بول ويلسون (بالإنجليزية: Paul Wilson)‏ (و. 1941  م) هو مغني، ومترجم، وكاتب كندي، ولد في هاميلتون.